# Altenschneeberg
Altenschneeberg ist ein Gemeindeteil der Gemeinde Tiefenbach im Oberpfälzer Landkreis Cham in Bayern.

## Geografie
Ortsgliederung
Altenschneeberg besteht aus etwas mehr als 50 Gebäuden. Das Dorf besteht aus zwei Teilen. Der Untere Teil ist ein Straßendorf am oberen Hang des Schneeberges, in dessen Mitte sich die Kapelle befindet. Der Obere Teil ist eine Streusiedlung auf einer Hochfläche zwischen Platte (818 m) und Schneeberg (765 m).
Lage
Das ungefähr zehn Kilometer lange, nord-südlich gerichtete und über 800 Meter hohe Frauenstein-Schneeberg-Massiv trennt das 520 Meter hohe Aschatal im Westen, in dem die Ortschaften Schneeberg, Haag und Winklarn liegen, vom 500 Meter hohen Tal der Bayerischen Schwarzach im Osten, wo Tiefenbach liegt.
Verkehr
Nur eine Straße verbindet die beiden Täler, indem sie das Gebirgsmassiv überquert: Sie führt von Tiefenbach über den auf dem Pass gelegenen Ort Hoffeld nach Haag. Von dieser Straße zweigt auf dem Kamm des Massivs eine schmale Stichstraße nach Politzka und Altenschneeberg ab. Diese erreicht nach 0,5 Kilometern den unteren Teil von Altenschneeberg. Nachdem dieser verlassen wurde geht es in einer Kehre zum oberen Teil des Dorfes. Hier befindet sich ein Wanderparkplatz.
Der Ort wird durch die Buslinie 909 angebunden. Diese ist eine Rufbuslinie. Sie startet im Ort und verkehrt von diesem nach Waldmünchen. Diese verkehrt unter der Woche und am Wochenende 5 mal täglich.

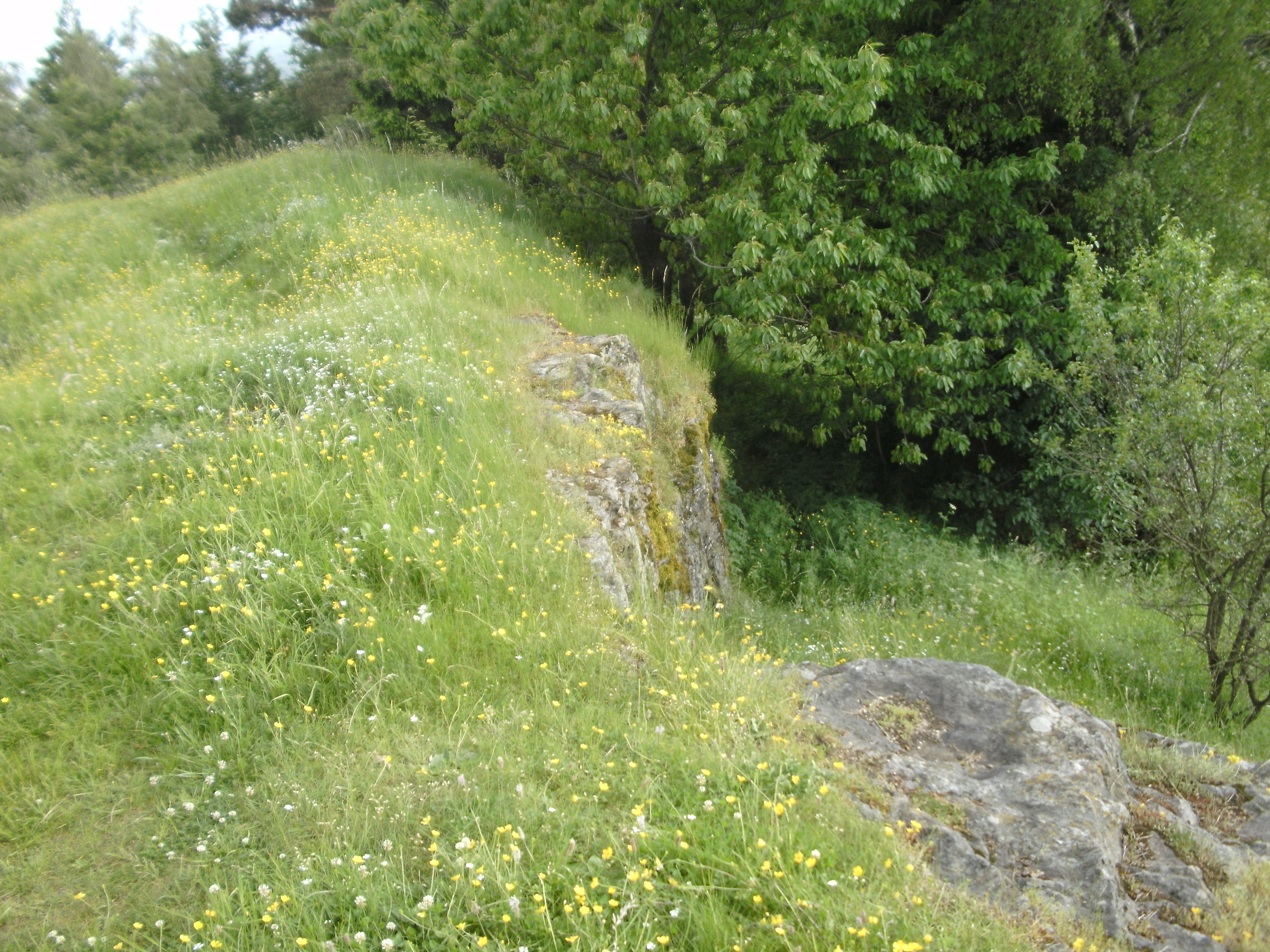
Altenschneeberg Gipfel des Burgberges

## Geschichte
Der Name Altenschneeberg wurde erstmals 1237 mit der Nennung der Burg urkundlich erwähnt. Das Dorf entstand später. Der obere Teil des Dorfes, der in der Nähe der Burgruine liegt, ist der älteste. Im Jahr 1924 wurde die Feuerwehr Altenschneeberg gegründet. Die Kapelle wurde 1976 errichtet.

### Gemeinde Altenschneeberg
Altenschneeberg ist Hauptort der ehemaligen Gemeinde Altenschneeberg. Diese bestand aus folgenden Ortsteilen:
- Altenschneeberg
- Hoffeld
- Politzka

Am 1. Juli 1972 wurde die Gemeinde Altenschneeberg in die Gemeinde Tiefenbach eingegliedert.

### Burg Altenschneeberg
Die Burg Altenschneeberg, die einst auf dem Gipfel des Schneeberges stand, wurde 1237 erstmals schriftlich erwähnt. Sie war 1270 Mittelpunkt des Amtes Schneeberg, das sowohl Orte des westlichen Aschatals: Ascha, Schneeberg, Winklarn, Kulz, Nunzenried, Muschenried und Haag, als auch Orte des östlichen Tals der Bayerischen Schwarzach: Tiefenbach, Breitenried, Kagern, Weiding, Schönau und die auf dem Gebirgskamm gelegenen Frauenstein und Irlach umfasste. Die Herren der Burg Altenschneeberg waren wohl das Adelsgeschlecht der Zenger, die ab 1400 dort hausten. So rief zum Beispiel Tristan I. der Zenger 1425 die Hussiten bei einer Fehde, die er mit den Münchner Herzogen ausfocht, zu Hilfe. Die Hussiten zogen raubend, mordend und brandschatzend durch die Dörfer um Altenschneeberg. Erst 1433  in der Schlacht bei Hiltersried wurden sie vertrieben. 1557 war die Burg Altenschneeberg eine Ruine, die von den umliegenden Orten als Steinbruch genutzt wurde, z. B. für den Bau des Kirchturms in Heinrichskirchen. 1803 wurde Altenschneeberg an den königlich bayerischen Generalleutnant Carl Wilhelm Graf von Eckart auf Leonberg verkauft, dessen Tochter Katharina Eugenie den französischen General Graf Du Moulin heiratete. Seither ist Altenschneeberg Teil der Herrschaft der Grafen Du Moulin-Eckart, deren Nachkommen heute (2024) das Schloss Winklarn bewohnen.

### Einwohnerentwicklung von 1838 bis 1988
| Jahr | Einwohnerzahl | Wohngebäude | Wohnungen | Rinder |
| ---- | ------------- | ----------- | --------- | ------ |
| 1838 | 156           | 20          |           |        |
| 1876 | 176           |             | 51        | 56     |
| 1888 | 182           | 25          | 10        |        |
| 1924 | 145           | 25          |           |        |
| 1952 | 115           | 25          |           |        |
| 1964 | 76            | 18          |           |        |
| 1973 | 73            |             |           |        |
| 1988 | 92            | 42          | 47        |        |
| 2013 | 77            |             |           |        |

## Kultur und Sehenswürdigkeiten
Burgstall Altenschneeberg
Von der Burg Altenschneeberg ist heute (2024) nur ein Burghügel mit wenigen Steinen erhalten. Auf diesem gibt es einige Sitzgelegenheiten und ein Gipfelkreuz. Zudem ist auf dem Weg zum Burgstall ein Informationshäuschen errichtet worden. Dort finden sich Informationen über die Burg Altenschneeberg.
Kapelle
Die Kapelle befindet sich im unteren Teil des Ortes. Sie wurde 1976 errichtet. Diese ist nicht immer zugänglich.
Fernblick
Am höchsten Punkt des Ortes Altenschneeberg gibt es eine Gaststätte mit Aussicht auf das Aschatal. Am nördlichen Ortsrand gibt es einen guten Fernblick. Diesen kann man durch einen Panorama-Rahmen sehen. Auf der Platte (818 m) befindet sich der Schlagsteinfelsen.
Kunst am Bau
Am Waldrand, 150 Meter nördlich der besagten Gaststätte, befindet sich der Trinkwasserhochbehälter der Gemeinde. Er wurde von dem in Amberg geborenen Künstler Hans Daucher mit einem Mosaikfries verziert, das Motive zum Thema Wasser zeigt.
Wanderungen
Von Altenschneeberg aus führen schöne Wanderwege zur Burgruine Frauenstein. Zudem gibt es den Schlagsteinfelsen auf der Platte (818 m) und den Wolfsfelsen.

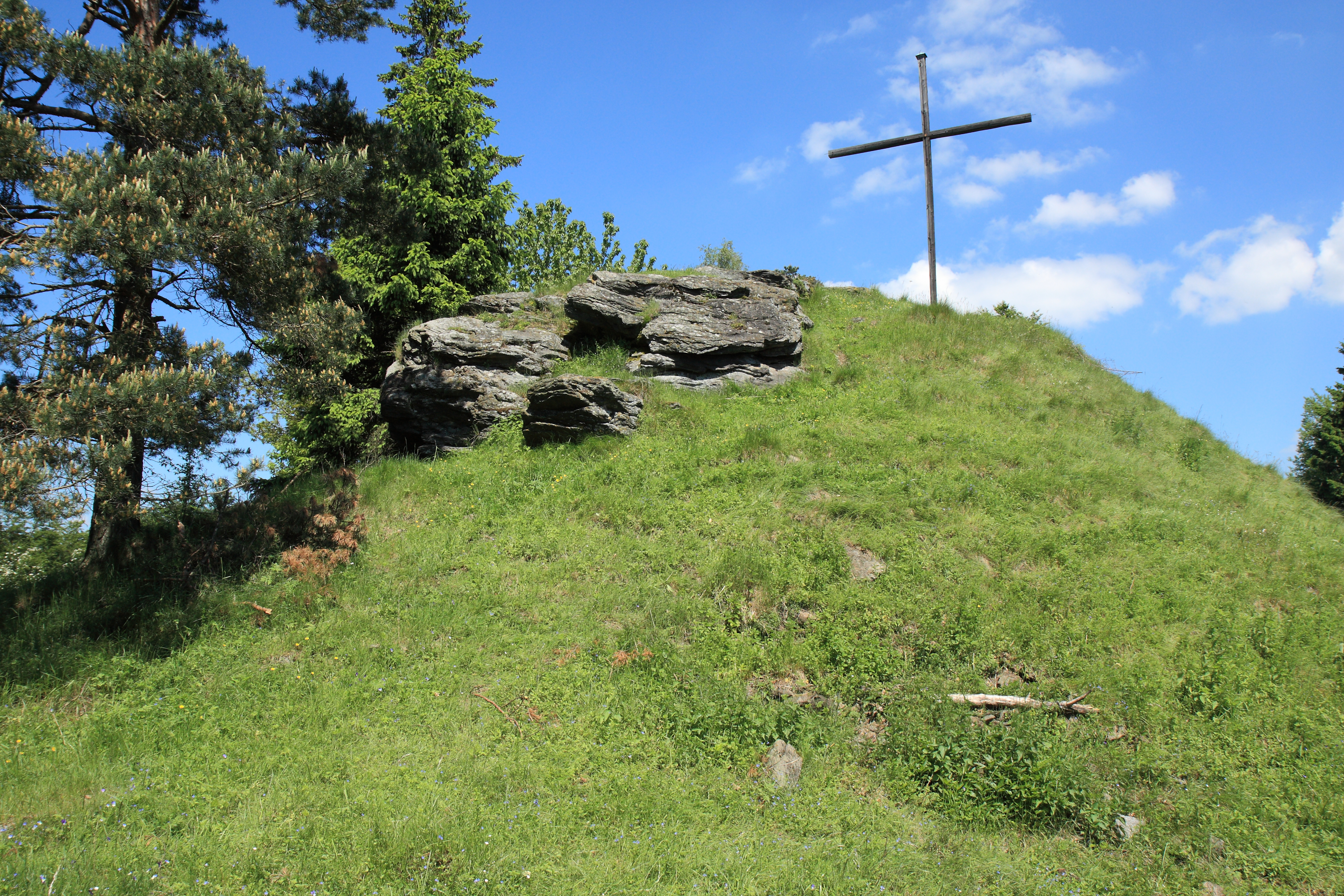
Burgstall Altenschneeberg mit Gipfelkreuz
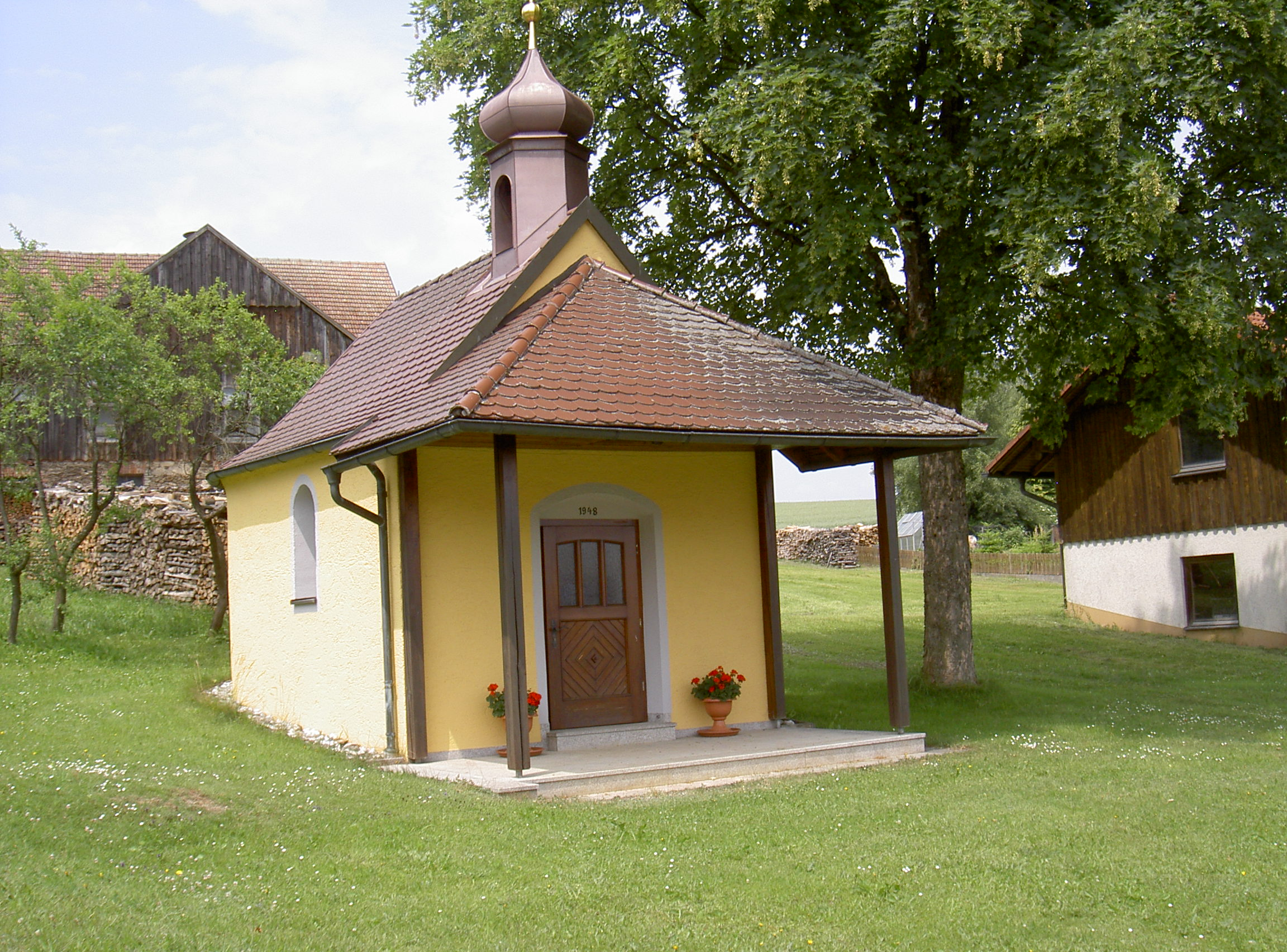
Kapelle
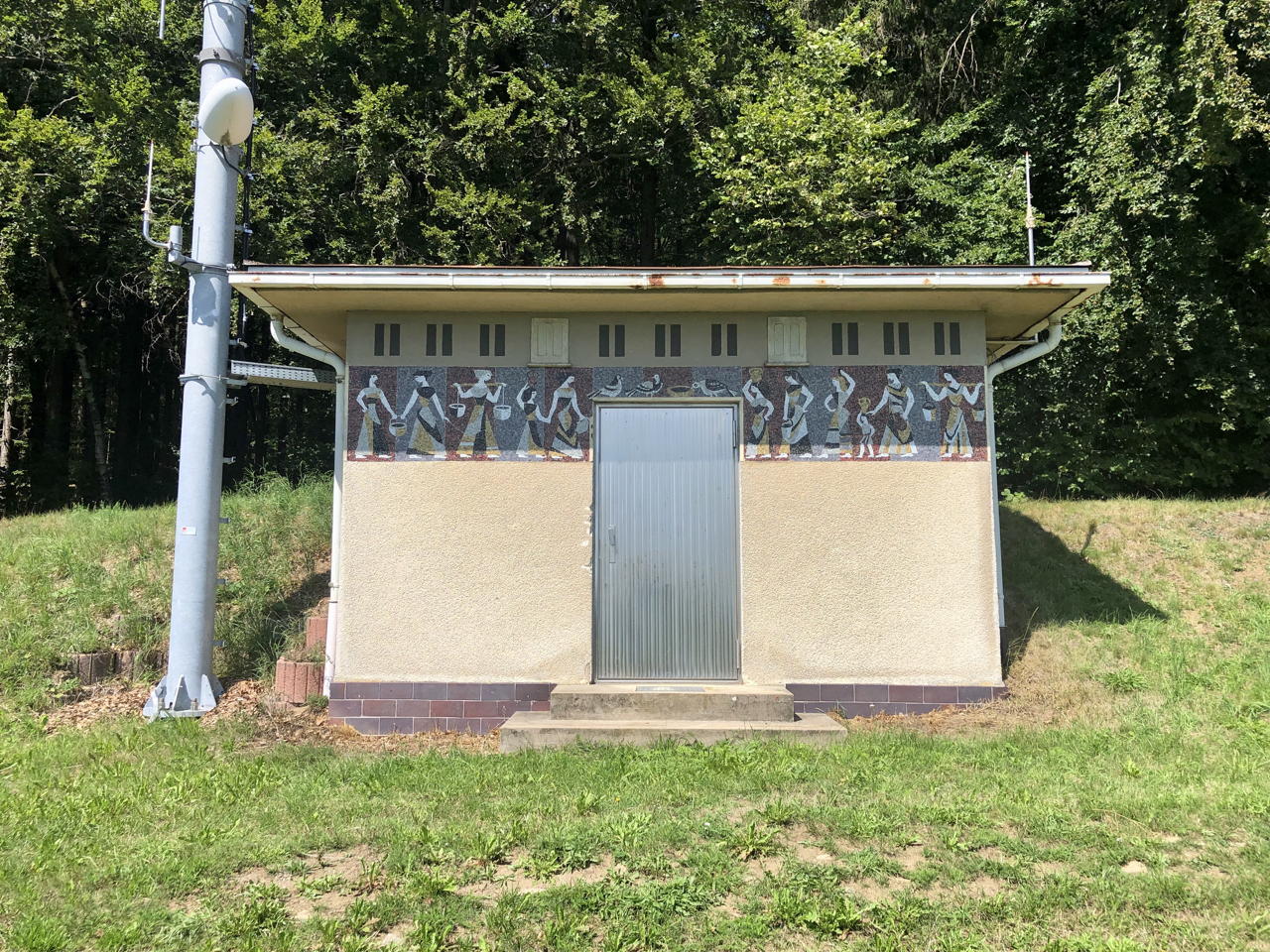
Hochbehälter mit Daucher-Mosaiken am Nordhang der Platte
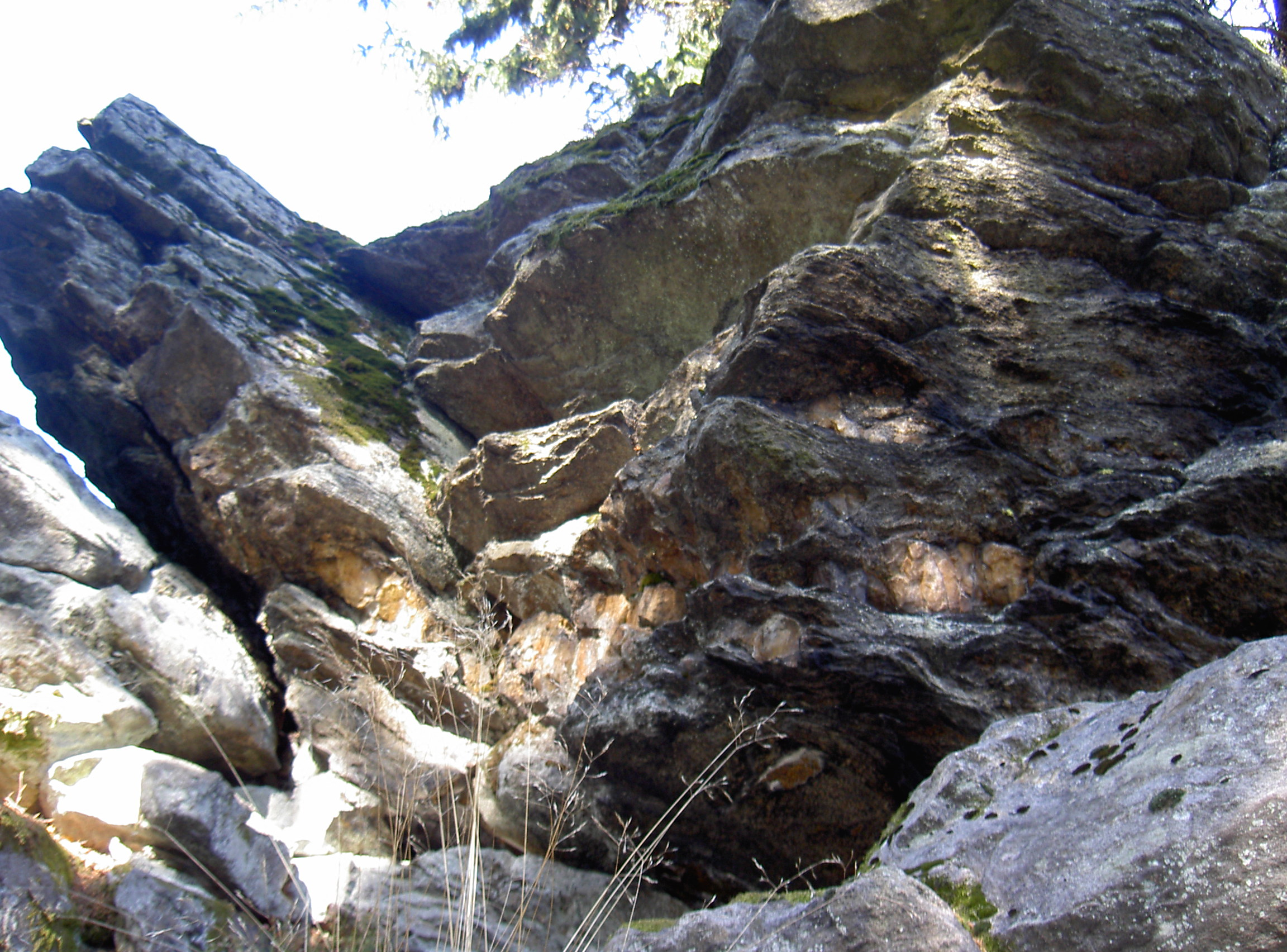
Schlagsteinfelsen auf der Platte (818 m)